# Arrondissement de Boulogne-Billancourt
L'arrondissement de Boulogne-Billancourt est une division administrative française, située dans le département des Hauts-de-Seine et la région Île-de-France.

## Histoire
L'arrondissement de Boulogne-Billancourt est créé au 1er janvier 1973 par le décret n° 72-1209 du 27 décembre 1972 portant création des
arrondissements de Boulogne-Billancourt (Hauts-de-Seine) et de L'Haÿ-les-Roses (Val-de-Marne).

## Composition

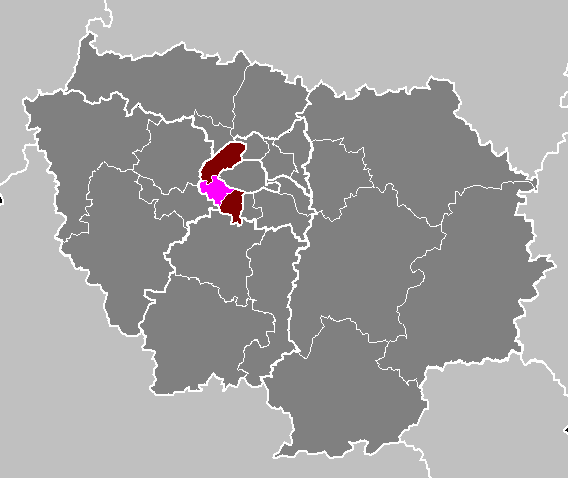
Localisation de l'arrondissement avant 2015.

### Composition jusqu'au 31 décembre 2016
- Boulogne-Billancourt
- Chaville
- Issy-les-Moulineaux
- Marnes-la-Coquette
- Meudon
- Saint-Cloud
- Sèvres
- Vaucresson
- Ville-d'Avray

### Découpage communal depuis 2015
Depuis 2015, le nombre de communes des arrondissements varie chaque année soit du fait du redécoupage cantonal de 2014 qui a conduit à l'ajustement de périmètres de certains arrondissements, soit à la suite de la création de communes nouvelles. Afin de faire coïncider les limites des établissements publics territoriaux de la métropole du Grand Paris avec celles de certains arrondissements, les communes de Saint-Cloud et de Vaucresson ont été ajoutées à l'arrondissement de Nanterre, tandis que celle de Vanves a été transférée de l'arrondissement d'Antony à celui de Boulogne-Billancourt par un arrêté du préfet de la région d'Île-de-France du 30 décembre 2016.
Le nombre de communes de l'arrondissement de Boulogne-Billancourt est ainsi de 9 en 2015, 9 en 2016 et 8 en 2017.
Au 1er janvier 2024, l'arrondissement groupe les 8 communes suivantes :
1. Boulogne-Billancourt
2. Chaville
3. Issy-les-Moulineaux
4. Marnes-la-Coquette
5. Meudon
6. Sèvres
7. Vanves
8. Ville-d'Avray

## Démographie
En 2022, l'arrondissement comptait 318 738 habitants.
| 1968    | 1975    | 1982    | 1990    | 1999    | 2006    | 2011    | 2016    | 2021    |
| ------- | ------- | ------- | ------- | ------- | ------- | ------- | ------- | ------- |
| 295 987 | 294 984 | 285 120 | 282 975 | 292 409 | 309 666 | 318 884 | 318 535 | 317 792 |

| 2022    | - | - | - | - | - | - | - | - |
| ------- | - | - | - | - | - | - | - | - |
| 318 738 | - | - | - | - | - | - | - | - |

## Sous-préfet
Le sous-préfet de Boulogne-Billancourt est François Lamelot de mars 2004 à juillet 2009, année de son décès à 66 ans. 
Il est remplacé alors par intérim par Bernard Bouloc, sous-préfet d'Antony. 
En 2010, le gouvernement envisage la suppression de l'arrondissement de Boulogne-Billancourt, les Hauts-de-Seine ne conservant que deux arrondissements, l'arrondissement chef-lieu de Nanterre, au nord, et celui d'Antony au sud, et les communes antérieurement dans celui de Boulogne-Billancourt seraient réparties dans les deux arrondissements conservés. Le projet est abandonné en 2011, mais dans un souci de simplification administrative, le sous-préfet d'Antony est également sous-préfet de l'arrondissement de Boulogne-Billancourt et a rang de préfet.